# Byakuya Kuchiki
Byakuya Kuchiki (朽木 白哉 Kuchiki Byakuya?)  es un personaje de la serie manga y anime Bleach. Es el capitán y teniente de la 6.ª División, hermano de Rukia Kuchiki y cuñado es Renji Abarai.

## Perfil
Byakuya Kuchiki (Byakuya traducido como "Noche Blanca" y Kuchiki "Árbol Decaído") es el cabeza de familia de la 28.ª generación del clan Kuchiki, una de las Cuatro Casas Nobles de la Sociedad de Almas. Viste el uniforme estándar de capitán con unos accesorios añadidos: un adorno blanco en el pelo llamado kenseikan, símbolo de nobleza, y una bufanda blanca de seda de gran valor, hecha por el maestro tejedor Tsujishirō Kuroemon III, llamada Ginpaku Kazahana no Uzuginu, la cual ha sido heredada por generaciones en su familia a las cabezas de la familia Kuchiki. Con el costo de esta bufanda se pueden construir diez casas grandes.
Byakuya es popular entre las shinigami femeninas de la Sociedad de Almas, y fue catalogado como el número 1 en "El capitán que deseamos tener en un álbum" tomado por la Asociación de Mujeres Shinigami. Byakuya es el máximo exponente de la típica actitud de las familias nobles de la Sociedad de Almas: frío, imperturbable, apático y arrogante. Lo más importante para él es salvaguardar las leyes, el honor y el prestigio familiar. Cuando era niño ya era sumamente arrogante aunque era joven y alegre, mantenía una buena relación con su abuelo, el cabeza del Clan y Capitán de la Sexta División Ginrei Kuchiki.

## Historia

### Pasado
Aproximadamente 110 años antes de que se le ordenara capturar a su propia hermana en el mundo real, Byakuya era un aplicado niño en sus entrenamientos, reconocido por ser el nieto de Ginrei Kuchiki, cabeza del clan y Capitán de la Sexta División, en uno de sus entrenamientos su abuelo le felicita por su esfuerzo y anuncia la visita de la Capitana de la Segunda División Yoruichi Shihōin, la cual jugaba con él al onigoto haciéndole enfadar, Byakuya era un chico arrogante y jovial por aquel entonces que quería mostrar que su shunpō era mejor que el de la Capitana.
De algún modo conoció a una dulce muchacha llamada Hisana, una habitante del Rukongai (la zona de la Sociedad de Almas para los espíritus comunes), de la que se enamoró y con la que se casó, rompiendo las reglas tradicionales que prohibían la aceptación de alguien de clase baja dentro de una familia noble. Poco después de su matrimonio, Hisana murió y su último deseo fue que su esposo encontrará a su hermana perdida, Rukia, que la adoptara como su hermana y que nunca le dijera la verdad sobre su hermana mayor. Byakuya cumplió la promesa, rompiendo de nuevo las reglas. Para aliviar su malestar juró ante la tumba de sus padres que aquella sería la última vez que iría contra la norma y la tradición.

### Shinigami sustituto
Ambas promesas entran en conflicto cuando llega la orden de detener a Rukia en el mundo humano. Byakuya y su subordinado Renji Abarai son enviados para esta misión sin embargo Ichigo Kurosaki se interpone, tras ver a su Teniente fracasar, Byakuya derrota fulminantemente a Ichigo con su senka y destroza su Zanpakutō, llevándose a su hermana y dejando al joven shinigami malherido.

### Sociedad de Almas
Ya en la Sociedad de Almas Byakuya acepta sin protestas la decisión de la Cámara de los 46 de ejecutar a Rukia, al salir se topa con Zaraki Kenpachi y Gin Ichimaru capitanes de la 11.ª y 3.ª división respectivamente, con quienes empieza a tener una discusión y por poco y termina teniendo un enfrentamiento con Zaraki siendo detenidos por el propio Ichimaru, después incluso se muestra severo con el propio Renji cuando es derrotado por Ichigo Kurosaki, que lidera un grupo de rescate en el mismo Seireitei. Byakuya frustra los intentos de rescate de los amigos de su hermana. En el Palacio de la Penitencia se enfrenta y derrota a Ganju Shiba cuando junto a Hanatarō Yamada pretendía rescatarla usando a Senbonzakura. La aparición de Jūshirō Ukitake primero y del propio Ichigo Kurosaki después provoca un nuevo enfrentamiento en el que Yoruichi Shihōin reaparece para alejar a Ichigo de una muerte segura gracias a su shunpō y a la técnica utsumeni.
El día de la ejecución de Rukia, Byakuya se despide del retrato de Hisana y se muestra resuelto a cumplir la ley, para ello se enfrenta a Renji, que tras su enfrentamiento con Ichigo desea a rescatar a su vieja amiga y superar al Capitán. Aunque Renji usa su recién conseguido bankai (Hihiō Zabimaru) y logra sorprender al noble, Byakuya o derrota de un solo golpe cuando libera su propio bankai (Senbozakura Kageyoshi), tras lo cual se encamina a la ejecución. Esta es detenida por Ichigo en colaboración con el propio Renji y Capitanes como Shunsui Kyōraku y Jūshirō Ukitake. Ichigo derrota a tres Subcapitanes y debe enfrentarse a Byakuya, decidido aún a respetar la ley por encima de todo.
Tras usar sus respectivos shikais en un igualado duelo, Byakuya e Ichigo usan sus liberaciones completas en un duelo en el que Byakuya ve su orgullo pisoteado por el insolente joven. La velocidad de Tensa Zangetsu supera las innumerables cuchillas de Byakuya, pero cuando este decide usar el Senkei Senbonzakura Kageyoshi Ichigo es derrotado. Cuando todo parece perdido su hollow interno toma el control y ataca por sorpresa a Byakuya, que recibe varias heridas. Finalmente Byakuya utiliza su Shūkei Hakuteiken contra el ataque definitivo de Ichigo. Ambos resultan gravemente heridos, pero Byakuya acepta su fracaso al no poder perseguir a Rukia y admite la victoria de Ichigo.
Poco después cuando Sōsuke Aizen extrae el hōgyoku de Rukia en colaboración con Gin Ichimaru y Kaname Tōsen Byakuya salva a su hermana de una muerte segura a pesar de sus heridas y una vez los traidores huyen a Hueco Mundo este se reconcilia y disculpa con Rukia. Su curación corre a cargo de Retsu Unohana y días después tras solventar su conflicto con Renji y recuperarse, asiste a la marcha de Ichigo y los suyos de vuelta al mundo humano.

### Los Arrancar
Byakuya se queda en la Sociedad de Almas mientras en Karakura, Ichigo y sus amigos libran batallas ayudados por Hitsugaya y su equipo de avanzadilla contra los Arrancar de Aizen.
Tras el secuestro de Orihime Inoue por parte del Cuarto Espada, Ulquiorra Cifer el capitán general Yamamoto da la orden de retirada al equipo de Hitsugaya y le niega la ayuda a Ichigo para llegar hasta Hueco Mundo y como fuerza de disuasión para llevar a cabo sin incidentes la maniobra, envía a Byakuya junto a Zaraki Kenpachi, estos sostienen que están autorizados a usar la fuerza si se resisten y se los llevan de vuelta.
Ichigo Kurosaki, Uryū Ishida y Yasutora Sado desobedecen las órdenes de Yamamoto y se dirigen solos a Hueco Mundo con la ayuda de Kisuke Urahara que les abre la Garganta. Sin embargo Rukia Kuchiki y Renji Abarai deciden ir y para ello contarán con la ayuda de Byakuya que les proporciona capas para evitar la arena de Hueco Mundo, finalmente van al mundo humano y de ahí Urahara les abre también la garganta.

### Hueco Mundo
Tras muchas y diferentes batallas contra los Arrancar, el grupo de rescate de Inoue Orihime parece haber sido derrotado. Rukia se encuentra moribunda tras haber derrotado al Noveno Espada, Aaroniero Arruruerie, momento en el cual aparece el Séptimo Espada llamado Zommari Le Roux para rematarla. Byakuya pertenece al grupo de rescate que fue enviado por el Comandante Yamamoto a Hueco Mundo.
Byakuya se enfrenta al Espada en un silencioso duelo de velocidad en el que el Capitán sale victorioso, sin embargo Zommari libera su zanpakutō (Brujería) y comienza a tomar el control de partes del cuerpo de Byakuya. Cuando este se las inutiliza hiriéndose el Arrancar dirige su control a la inconsciente Rukia, que hiere a Hanatarō. El Capitán sin embargo usa un bakudō para anular el control y utiliza su Gōkei Senbonzakura Kageyoshi para atacar desde todos los ángulos a Le Roux. Aunque este sobrevive a duras penas, se encuentra débil y suplica por su vida cuestionando el derecho de los shinigamis a matar hollows. Un frío Byakuya lo ejecuta no por ser un Arrancar, sino por haber atacado a Rukia.
Isane Kotetsu y Hanatarō curan a Rukia, que cuando se despierta se extraña de la presencia de su hermano, este le indica que espere a que la curación termine y tome fuerzas para las batallas que se avecinan. Poco después Aizen se comunica con todos los intrusos para cerrar sus Gargantas y encerrarlos mientras destruye Karakura, no obstante allí le esperan en una réplica deshabitada el resto de Capitanes de la Sociedad de Almas.

### La batalla por Karakura
Ichigo termina su batalla con Ulquiorra y se enfrenta a Yammy, pero el shinigami sustituto está debilitado, es ahí cuando Byakuya aparece de nuevo atacando con el Hadō #33: Sōkatsui a Yammy y junto a Zaraki Kenpachi salvan a Ichigo, Kenpachi ataca a Ichigo pero Yammy entra y golpea al capitán, estos empiezan a luchar mientras tanto aparece Mayuri Kurotsuchi y logra abrir la Garganta, Ichigo quiere quedarse a ayudar pero Byakuya lo convence de irse, entonces Ichigo y Retsu Unohana van a Karakura.
Kenpachi es superior a Yammy y parece haberlo derrotado, pero el arrancar despierta y lanza un cero, Byakuya critica a Kenpachi por creer que lo había derrotado, se puede sentir la mala relación entre ambos capitanes, que discuten y se disponen a pelearse entre ellos, pero en ese momento Yammy aparece de nuevo y se interpone entre ellos, ambos lo atacan y lo dejan fuera de combate. Cuando se disponen a continuar con su pelea, Yammy se vuelve a levantar mucho más enfurecido, comienza a aumentar de tamaño y atacan a Byakuya y a Kenpachi con sus fuerza renovada; obligados a dejan atrás su discusióny hacen frente a su enemigo.
Después de que Ichigo derrotara a Aizen, regresan a la Sociedad de Almas victoriosos en su batalla contra la décima Espada.

### El Agente Perdido
Byakuya forma parte del grupo de Shinigami que aparece en el mundo humano para apoyar a Ichigo cuando este es traicionado (y desprovisto de su recién completado Fullbring) por Kūgo Ginjō, y también es obviamente uno de los muchos que ceden parte de su energía espiritual para que Ichigo pueda recuperar sus poderes de Shinigami. Cuando el Fullbringer Yukio crea unas "salas de chat" como escenario de los combates entre Shinigami y Fullbringer, Byakuya es designado como el contrincante de Shukurō Tsukishima (a quien, hasta el momento de la revelación de las verdaderas intenciones de Ginjō, se le creía como el enemigo por antonomasia de la saga). Tras un combate complicado -especialmente por el extraordinario poder del Fullbring de Tsukishima que le permite introducirse en el pasado de la gente a la que corta, y que en este duelo utiliza para saber cómo contrarrestar las habilidades de Byakuya, incluido el Bankai- en el que Byakuya acaba considerablemente herido, con un brazo inutilizado y a punto de caer derrotado, el Capitán logra imponerse al tomar por sorpresa a Tsukishima y atravesarle el pecho con unas hojas cortantes de Senbonzakura que se había guardado en su mano anteriormente. Un muribundo Tsukishima le pregunta a Byakuya si no siente ningún remordimiento por haberle dejado así a pesar de lo mucho que le debe -en referencia a su inserción en el pasado de Byakuya mediante el poder de su fullbring-, a lo que Byakuya responde que nunca podrá pagarle su deuda, pero que es un enemigo de Ichigo y por ello no siente ningún remordimiento por haberle derribado.
Posteriormente, Byakuya -y el resto de Shinigami- es testigo del momento en el que Ginjō le revela a Ichigo la auténtica función de la insignia de Shinigami sustituto (esta es, servir como mecanismo de supervisión de todos sus movimientos y de absorción, análisis y restricción de su energía espiritual para que la Sociedad de Almas le tenga siempre controlado) y que el creador de esta fue Jūshirō Ukitake, y de la decisión de Ichigo de derrotar a Ginjō para proteger a todos, pues a pesar de conocer la verdad no olvida que él quería poder para ser capaz de proteger a muchas personas y que esto no habría sido posible sin en primer lugar Rukia y posteriormente todos los Shinigami que le cedieron parte de su poder. Tras ser testigos de su decisión, principal motivo de que hubiesen ido al mundo humano, Byakuya y el resto se marchan de vuelta a la Sociedad de Almas.

### La Guerra Sangrienta de los Mil Años
Byakuya y Renji asisten al funeral del Teniente Chōjirō Sasakibe. A la espera de la cremación Byakuya le dice a Renji que Chojiro estaba predestinado a ser Capitán pero por su lealtad a Yamamoto nunca dejó su puesto de Teniente de la Primera División.
Más tarde asiste a una reunión de Capitanes convocada por Yamamoto, donde es informado sobre la infiltración del Wandenreich, y se le ordena prepararse para la guerra junto con otros Capitanes. Cuando el Wandenreich ataca de nuevo el Seireitei, Byakuya es sorprendido por el ataque frente a un grupo de Shinigamis que presencian el asalto. Mientras Renji es atacado por un miembro de los Sternritter, Byakuya aparece protegiéndolo del ataque de su adversario, diciendo al mismo tiempo, que estos son enemigos claros de la sociedad de almas y deben ser aplastados.
Byakuya expresa que dichas personas asesinaron al teniente Sasakibe y vienen a este lugar con manchas de sangre, así que no merecen ninguna compasión. Byakuya lastima a Nödt en la mano cuando activa su Shikai. El segundo Sternritter grita sorprendido al ver cómo pudo romper su escudo de sangre. En ese momento Byakuya le dice que no debe moverse tan a la ligera, después de lo cual el suelo bajo los pies del Sternritter se derrumba. El Capitán Kuchiki explica que preparó esa trampa tan pronto como apareció.
Luego le dice a Renji que si su Bankai es sellado, él debe derrotarlos con el suyo. Renji grita que es por eso que no quiere que use el Bankai, pero Byakuya explica que para superarlos tendrá que utilizarlo, y la única manera es ver cómo el Bankai es sellado y encontrar una solución para vencerlos entre ambos. Seguido de esto activa su Bankai Senbonzakura Kageyoshi, pero después de un tiempo este desaparece, y se da cuenta de que en realidad no fue sellado, más bien ha sido robado.
Tras enterarse del grave error que cometió junto a sus demás compañeros, Byakuya detiene a Renji de liberar su Bankai. En el momento que el Departamento de Investigación y Desarrollo anuncia la llegada de Ichigo Kurosaki a la Sociedad de Almas, Byakuya escucha la noticia junto a Renji gracias a unos dispositivos llamados espadas comunicadoras.
Mientras el combate transcurre Byakuya es ligeramente herido. Renji al ver esto va en su ayuda, pero el Capitán Kuchiki lo detiene, expresando que es tonto atacar a la vez a un enemigo del cual no conocen nada sobre sus habilidades. Renji replica que entonces él luchara en su lugar para comprender el poder de su adversario. Sin embargo, Byakuya le contesta que no es lo suficientemente inteligente como para sacar a relucir todas sus habilidades.
En ese momento el Capitán Kuchiki siente como si su cuerpo se congelara, preguntándose si las espinas con las que su oponente lo hirió contenían veneno o algo parecido. Äs Nödt le dice que esto no es un veneno, que en realidad es algo que ha perdido desde hace mucho tiempo, algo sin lo cual la gente no puede sobrevivir, y que es el miedo.
El Quincy le dice que al ser un Capitán ha resistido bien ya que el Shinigami promedio grita de miedo con un solo golpe de sus flechas, porque su corazón no sería capaz de resistir el impacto, explicando que con un solo golpe a sus adversarios cualquier cosa se convierte en miedo. Cada respiración, cada movimiento, incluso un abrir y cerrar de ojos parece ser sospechoso y alarmante, sorprendiéndole que Byakuya sea capaz de luchar contra la fuerza del miedo usando su voluntad.
Äs anuncia, sin embargo, que el miedo real no se puede resistir de ninguna manera. Byakuya se abalanza sobre su oponente, diciéndole, que nunca ha reprimido sus miedos y que al reconocerlo ha ganado la fuerza para derrotar a su enemigo y seguir adelante.
Pero de repente, la mente del Capitán Kuchiki ve ante sus ojos a una sonriente Rukia, que un momento después se derrumba, convirtiéndose en un esqueleto. Äs le dice que con el miedo no hay manera de moverse, porque es instintivo, ya que el temor real no tiene motivos ni límites, es como una horda de insectos arrastrándose por su cuerpo. Byakuya inmediatamente se imagina este punto de vista, con moscas rodeando todo su cuerpo. En ese instante grita y trata de golpear a su oponente, pero Äs utiliza el sellado para herir gravemente a Byakuya con un ataque de Senbonzakura. A pesar de sus heridas y del miedo que siente hacia su oponente, Byakuya recobra la postura e intenta continuar con la pelea, solo para terminar siendo atacado varias veces por su propio Bankai. Renji trata de ayudarlo usando su propio Bankai, pero es derrotado por el Stern Ritter enmascarado del que Byakuya se había deshecho unos momentos antes. Tras quedar gravemente herido por su Bankai, Byakuya se disculpa con Renji y Rukia, mientras su Zanpaku-tō se rompe en señal de que está cerca de la muerte. Al poco tiempo, Haschwalth le comenta al Líder del Wandenreich que cree que Byakuya ha muerto.
Más tarde, cuando Ichigo Kurosaki llega a la Sociedad de Almas, este se dirige inmediatamente donde se encontraba el moribundo Capitán Kuchiki, con quien empieza a hablar sobre el estado de Renji y Rukia, quien él mismo le asegura que ellos están vivos. Sabiendo que él va a morir debido a las heridas mortales recibidas, Byakuya admite ante Ichigo, que se siente avergonzado por haber dejado que el enemigo invadiera la Sociedad de Almas y se lamenta por no haber sido capaz de proteger la vida de sus valiosos soldados, lo cual le ha causado bastante sufrimiento a sus subordinarnos y sus familias y reconoce que fue por esa actitud de descuido que terminó siendo derrotado miserablemente. Sabiendo que Ichigo es solo un humano, no debería intervenir en los asuntos de la Sociedad de Almas, pero Byakuya le pide a Ichigo que la proteja. Después de que Ichigo se marche, Byakuya admite que, aunque él no le haya respondido, sabe cómo es él y que lo hará. Entonces dice que le dejará la misión de proteger a la Sociedad de Almas como su última voluntad, a la vez que deja caer su Zanpaku-tō hasta que se rompe por completo.
Durante una reunión sostenida entre los Capitanes Gotei 13 para discutir sobre la muerte de Yamamoto, Byakuya es mencionado junto a Zaraki Kenpachi por un mensajero de la Sociedad de Almas quien informa a los Capitanes presentes que Byakuya ha podido escapar de la muerte, pero debido a la gran cantidad de heridas recibidas en su último enfrentamiento con Äs Nödt, se encuentra imposibilitado para retomar sus funciones como Capitán de la 6.ª división ya que se encuentra en estado inconsciente.
Posteriormente Byakuya es llevado por la Guardia Real al Palacio del Rey, específicamente a Kirinden, lugar donde Tenjirō Kirinji curaría sus heridas en sus aguas termales, ya que en la Sociedad de Almas solo terminaría muriendo debido a que nadie, ni Yachiru Unohana, podía curarlo.
Tiempo después, Byakuya se recupera de sus lesiones tras ser la persona con más tiempo en las aguas termales del Kirinden, según lo dicho por Tenjirō, quien le pregunta si se encuentra mareado a lo cual Byakuya responde que no está al nivel de marearse y afirma que si logró sobrevivir entonces utilizará ese tiempo a fin de volverse lo suficientemente fuerte para sentirse mareado.
Durante la batalla de Rukia contra Äs Nödt, ella se está viendo superada por el miedo pero es entonces cuando Byakuya aparece interrumpiendo la habilidad de Äs. Al ver Rukia a su hermano trata de advertirle de la habilidad del Sternritter por lo que Äs trata de usarla pero no funciona ya que Byakuya le explica que él no ha usado su Bankai aún y que solo está usando su Shikai ya que su Bankai usa toda la espada como una cuchilla. En ese momento, agradece al Quincy por haberle robado su Bankai ya que con eso ha mejorado bastante su Shikai conociéndolo desde su mismo núcleo provocando el enojo en el Quincy. Cuando Äs Nödt se transforma nuevamente para luchar contra Byakuya, este último simplemente le cede la batalla a su hermana para que acabe con el Sternritter. Luego que Rukia libera su Bankai este le aconseja que sea cautelosa ya que es un espléndido Bankai pero a la vez es algo muy peligroso que puede matar si no se toma la debida cautela. Tras esto le pide a Rukia que lo derrita lentamente y ambos se van para proteger a la Sociedad de Almas.
Byakuya se encuentra con Rukia mientras se percatan del relámpago que vuelve a caer nuevamente en el mismo lugar donde está. El Capitán también se sorprende al sentir el Reiatsu de Ichigo Kurosaki llegar al campo de batalla. Byakuya llega al campo de Batalla donde Ichigo se encontraba luchando contra un grupo de Quincys, por lo que Kuchiki y sus compañeros Shinigami luchan contra estos para facilitar el paso de Kurosaki hacia Yhwach. Liltotto Lamperd y Meninas McAllon se quedan sorprendidas al ver que Byakuya derrotó a tres de sus compañeros Quincys: Candice Catnipp, NaNaNa Najahkoop y Robert Accutrone. Luego Byakuya se percata de que Hisagi está siendo manipulado por un Quincy por lo que ambos Shinigami comienzan a luchar. Este Quincy resulta ser el Sternritter PePe Waccabrada.
Después de que Byakuya deje incapaz de moverse a Hisagi, el Quincy intenta esta vez controlarlo a él. El Capitán Kuchiki esquiva sus ataques y, en un momento dado, bloquea uno de sus ataques con su Zanpaku-tō. En ese instante, esta última se vuelve contra su dueño y le hiere. PePe explica entonces que puede controlar los 'corazones' con su habilidad, incluso los de las Zanpakuto. Byakuya lanza entonces a Senbonzakura lejos. Hisagi vuelve a levantarse, la recoge y empieza a atacar al Capitán quien opta solo por defenderse ya que si ataca podría matar al Shinigami. En ese instante, la habilidad del Sternritter alcanza a Byakuya pero este último logra resistir eficazmente el ataque. PePe decide entonces desplegar su poder y ataca a Byakuya con la habilidad llamada 'Cuerda de Amor'. El Sternritter se dispone a lanzarle un golpe llamado el 'Amor definitivo', pero es atacado por los Capitanes Kensei y Rose. Hisagi, aún controlado por el Sternritter, se dispone a atacar pero Kensei logra vencerlo rápidamente. Acto seguido, este último recoge a Senbonzakura y se acerca a Byakuya. El Capitán Kuchiki teme un ataque de su compañero pero este sencillamente le devuelve su Zanpakuto. En ese instante aparece el Capitán Kurotsuchi Mayuri y Byakuya se da cuenta de que él es quien está controlando los cuerpos de Kensei y Rose. Le recrimina su comportamiento ya que cree que lo único que está haciendo es jugar con los cuerpos de los Capitanes, a lo que Mayuri responde irónicamente.
Más tarde, la mayoría de los Capitanes y Tenientes se reúnen en el laboratorio de Mayuri para poder abrir una entrada y llegar hasta el Palacio Real. Gracias a unas esferas que les entrega Kisuke, las cuales almacenan Reiatsu, son capaces de crear esa entrada pero de pronto una fuente de poder de Yhwach, el cual está absorbiendo al Rey Espíritu, los ataca. Byakuya utiliza a Senbonzakura para acabar con esta amenaza pero es demasiado numerosa. En ese momento aparece Aizen, el cual fue liberado por Shunsui. El Capitán Kuchiki le dice a este que lo que acaba de hacer supone un insulto para ellos, a lo que el Capitán Comandante responde que tendrá tiempo de recriminárselo cuando hayan protegido al Seireitei. Finalmente, Urahara consigue crear la entrada y todos se dirigen al Palacio Real.
Al llegar, Byakuya se da cuenta de que la densidad del Reishi es mucho mayor y comenta que no podrán crear plataformas para avanzar. Es entonces cuando concluye que está bajo el dominio de los Quincy y que Yhwach ha sido capaz de matar al Rey Espíritu. Al avanzar hacia el Palacio, Byakuya y los demás se encuentran con Gerard Valkyrie. En un primer momento, Gerard parece ser derrotado por los Shinigami pero es entonces cuando Byakuya decide acabar completamente con él para evitar cualquier contraataque. Lo ataca en repetidas ocasiones hasta que finalmente, dándolo por muerto, decide seguir adelante con los demás. Mientras se están alejando, Gerard reaparece y se levanta sorprendiendo a los Shinigami. Su tamaño ha aumentado considerablemente ya que es capaz de absorber todo el daño recibido y utilizarlo para llegar a ser gigantesco. El Capitán Hirako y la Teniente Hinamori son fuertemente golpeados. Byakuya intenta sin éxito causarle algún daño con Senbonzakura e inmediatamente Gerard lo golpea con su escudo causando grandes destrozos. Seguidamente, Rukia y Renji son derrotados.
Byakuya junto con Toshiro observan la batalla de Zaraki vs el Quincy, por lo que Zaraki libera su Shikai y posteriormente su Bankai que debido a su gran poder dejar sin fuerza y energía a Kenpachi, entonces Toshiro decide luchar y mostrar el verdadero poder su Bankai, mostrando una gran transformación sorprendiendo a Byakuya y al Quincy, sin embargo el nuevo poder no lograr hacer mucho efecto contra el Quincy por lo que un malherido y cansado Zaraki interviene en tanto Byakuya también decide intervenir usando su Shikai para poder derrotar y aniquilar al Quincy.
A pesar de haber unido sus fuerzas Tōshirō, Byakuya y Kenpachi nada hizo efecto ante el poder eminente del Quincy que logra regenerarse y volver entre las cenizas sin ningún rasguño, dejando sorprendidos a los capitanes.
Diez años después de la ceremonia de Rukia Kuchiki como capitana, el junto con Soi fong hablan y esta le dice que su hermana y los demás ahora piden mucho tiempo libre y estos 2 con otros capitanes se dirigen a la zona donde apareció el reiatsu de Ywach.

## Poderes
Byakuya como todo shinigami tiene el poder de purificar a los Hollow si les hiere con un corte profundo en la máscara con su Zanpakutō y de transportar los pluses a la Sociedad de Almas mediante el Funeral del Alma.
Como Capitán posee una de las 13 fuerzas espirituales más grandes de Toda la Sociedad de Almas, es capaz también de localizarlas y distinguirlas con asombrosa habilidad. No existe especialidad en el combate shinigami en la que no destaque, evidenciando su formación eminentemente militar en el clan noble más prestigioso de la Sociedad de Almas.
Destaca en el uso del paso instantáneo o shunpō, que le permite moverse a altas velocidades, este arte es dominado gracias a su maestra Yoruichi Shihōin, llamada la "Diosa de la Velocidad", a la que nunca logró superar. De su maestra aprendió técnicas de la familia Shihōin como el Utsumeni (Muda de Cigarra) en el que utilizando un señuelo se puede desplazar a un lugar cercano sin que el adversario lo perciba. El mismo ha declarado que le molesta tener que utilizar esta técnica, afirmando que se prometió a sí mismo nunca utilizar una técnica aprendida de "esa persona" (refiriéndose a Yoruichi)
Domina una variante del shunpō llamada senka o flor refulgente en la que usando el shunpō se sitúa detrás de su oponente y destroza el saketsu y hakushui de su rival (los puntos vitales de todo shinigami) con su Zanpakutō. Este movimiento es extremadamente difícil de ver, tanto que Renji Abarai tuvo que reproducirlo en su mente durante años para poder comprenderlo.
Byakuya también es un experto en magia demoníaca o kidō, ha demostrado dominar hechizos tanto de ataque (hadō) como de restricción (bakudō) con una gran potencia y eficacia incluso sin llegar a pronunciar el cántico (lo cual limita el efecto del hechizo). En combate Byakuya utiliza estos hechizos con gran versatilidad y en situaciones dispares para obtener ventaja en combate. Los hechizos usados por Byakuya hasta el momento son los siguientes:
- Hadō #1: Shō (Impacto)
- Hadō #4: Byakurai (Trueno Blanco)
- Hadō #33: Sōkatsui (Lluvia de Fuego Azul)
- Bakudō #61: Rikujōkōrō (Prisión de Luz de Seis Barrotes)
- Bakudō #81: Dankū (Rechazo Vacío)

En combate Byakuya suele utilizar el shunpō para acabar rápidamente con sus enemigos, generalmente valiéndose del senka si se trata de un shinigami. Si el rival demuestra poder eludir este movimiento pasa a utilizar su Zanpakutō en sus distintas liberaciones, apoyada por su uso de las artes demoníacas. También es capaz de blandir su espada con sorprendente habilidad en cuerpo a cuerpo y combate singular.

## Zanpakutō
Byakuya suele utilizar su Zanpakutō en forma sellada, en la que posee la empuñadura con tejido púrpura y luce una guardia compuesta por formas rectangulares vacías.

### Shikai:Senbonzakura
El nombre de su Zanpakutō es Senbonzakura (千本桜, Mil flores de cerezo) y se activa con el comando Dispérsate (散れ, shire), su liberación inicial divide la hoja de su espada en cientos de pequeños filos brillantes semejantes a los pétalos de las flores del cerezo que forman un remolino que despedaza al enemigo sin posibilidad de escape. Sólo los contendientes expertos son capaces de localizar los filos y evitarlos ya que son casi imperceptibles. El efecto de recibir el ataque directo de Senbonzakura es devastador. Inicialmente para dirigirlos solo necesita desear que se muevan y ataquen en una dirección, pero si es necesario, puede darle órdenes señalando con sus manos, de esta forma la velocidad y capacidad destructiva de su ataque se duplica.

### Bankai:Senbonzakura Kageyoshi
Su segunda liberación, el bankai, recibe el nombre de Senbonzakura Kageyoshi (千本桜・景厳, Vibrante disposición de mil flores de cerezo), es una de las liberaciones completas más desarrolladas que se han visto debido al gran número de técnicas y recursos exhibidos por el Capitán en el dominio del mismo.
En su forma usual surgen del suelo mil hojas de espada (después de que Byakuya suelte la suya apuntando al suelo) que se dividen en cuchillas blancas como en el shikai, sólo que aquí su número es incontable y pueden ser dirigidas a voluntad por Byakuya como una masa inteligente de pétalos, de forma similar a su shikai. Aunque esta forma del bankai es la más básica, Senbonzakura Kageyoshi posee otras tres formas especiales mostradas.
La primera forma especial del bankai mostrada por Byakuya es conocida como  Senkei Senbonzakura Kageyoshi (殲景, Senkei significa Escena de una Masacre). En esta forma, los pétalos se concentran hasta formar varias decenas de espadas de energía brillante que flotan en el aire rodeando el campo de batalla. Estas espadas obedecen todas las órdenes de Byakuya, cayendo sobre el enemigo o acudiendo a su mano en el momento que él desee. Esta técnica deja de lado la defensa y los ataques omnidireccionales otorgados por la enorme masa de pétalos original para potenciar su capacidad ofensiva al máximo, ya que al concentrar los pétalos en espadas, estas obtienen una potencia enorme. Esta técnica sólo es mostrada por Byakuya a aquellos a los que ha jurado destruir por completo.
La segunda forma especial mostrada por Byakuya se llama Gōkei Senbonzakura Kageyoshi (吭景, Gōkei significa Escena Central). En esta forma, la cantidad de pétalos se multiplica incluso aún más que antes, alcanzando probablemente los miles de millares en número. Luego, el Capitán manipula estos filos para que formen una enorme formación esférica de pequeñas cuchillas que rodea y envuelve completamente al oponente. Finalmente, el capitán hace que la esfera se colapse hacia dentro, enviando los filos contra el enemigo por todos los ángulos posibles, resultando en un ataque sin puntos ciegos imposible de esquivar. El ataque es tan potente que incluso el propio Byakuya debe alejarse antes de realizarlo.
La forma final del bankai de Byakuya es en un ataque definitivo llamado Shūkei: Hakuteiken (終景・白帝剣 Escena Final: Espada Blanca Imperial o Espada del Emperador Blanco), en la cual condensa hasta el último de sus pequeños filos en una sola espada en sus manos. Como es de esperar, esta espada es extremadamente poderosa, y Byakuya la usa para realizar una estocada final. La energía liberada por la potentísima espada es tal, que forma unas brillantes alas de energía blanca, así como un halo, en la espalda de Byakuya. La única debilidad de esta técnica es que tan solo puede usarse una vez, ya que consume todos los filos del bankai.

## Otras Apariciones
Byakuya aparece brevemente en la OVA llamada Sealed Soul Frenzy y en todas las películas emitidas hasta la fecha: Memories of Nobody en la que aparece para rescatar a Rukia usando su bankai, The DiamondDust Rebellion en la que participa en la batalla final contra Sōjiro y sus esbirros y Fade to Black en casi toda la película. Además de las sagas de relleno del anime. Es un personaje recurrente en las sagas de videojuegos de Bleach tales como Blade Battlers Hanatareshi Yabou o la popular saga para plataforma PSP Heat The Soul entre otros muchos títulos. También realiza apariciones en los populares juegos Jump Super Stars y Jump Ultimate Stars.

## Recepción
Byakuya es uno de los personajes más populares de la serie como así lo reflejan las encuestas de popularidad realizadas por la revista semanal en la que Bleach se publica, la Shōnen Jump. En la última encuesta de popularidad realizada Byakuya obtuvo el séptimo puesto con 4010 votos, baja un puesto respecto a la anterior, en la que fue sexto con 3752. En 2007 fue uno de los 4 personajes de Bleach que aparecieron en el top 100 anime de Newtype en Japón.
La popular web IGN alaba al personaje y menciona en su crítica que el principal problema de Byakuya durante su decisiva batalla con Ichigo es su arrogancia, "Byakuya le subestima constantemente y eso le sirve al joven para sorprenderlo" añade además que la batalla entre ambos responde al hecho de que son personajes con dos personalidades distintas y enfrentadas. También fue elogiada su falta de características realmente malvadas. Sobre su combate con Ichigo dice además que ambos "son personas luchando por lo que creen correcto. Ichigo por amistad y Byakuya por el honor y el orgullo de la Sociedad de Almas. En lugar del típico enfrentamiento del bien contra el mal se vuelve más sobre cómo las reglas y el respetarlas se anteponen a salvar a un amigo". Al final de la saga de la Sociedad de Almas los cambios en el carácter de Byakuya fueron muy aplaudidos. IGN sostiene que "a pesar de que Byakuya ha cambiado, aún disfruta con las tradiciones de la Sociedad de Almas".